# Olivier Beretta
Olivier Beretta (Monte Carlo, 23 de Novembro de 1969) é um automobilista monegasco, que correu pela equipe Larrousse em 1994.

## Carreira
Beretta iniciou a carreira no kart aos 13 anos de idade, conquistando o vice-campeonato da categoria 125cc. Em seguida, disputou a Fórmula 3 Francesa, obtendo um terceiro lugar em 1990.
Promovido à Fórmula 3000, assinou com a Piquet Racing, criada pelo tricampeão de Fórmula 1 Nelson Piquet e pelo engenheiro Nigel Stepney (conhecido pelo envolvimento no caso de espionagem da McLaren, em 2007). Não conquistou nenhum ponto, mas continuou na categoria em 1993, desta vez na Forti. Pela equipe italiana, ficou em sexto lugar na classificação geral, com 20 pontos e uma vitória, em Donington Park.

## Fórmula 1
Na Fórmula 1, Beretta foi contratado pela equipe Larrousse, e disputou 10 GPs, tendo como melhor resultado um 7º lugar no GP da Alemanha (na época, 6 pilotos pontuavam). Perdeu a vaga para Philippe Alliot logo após o GP da Hungria, e não voltaria a correr novamente uma etapa da categoria, dedicando-se aos protótipos a partir de 1995.
Seu último contato com carros de F-1 foi entre 2003 e 2004, quando foi piloto de testes da Williams.

## Após a Fórmula 1

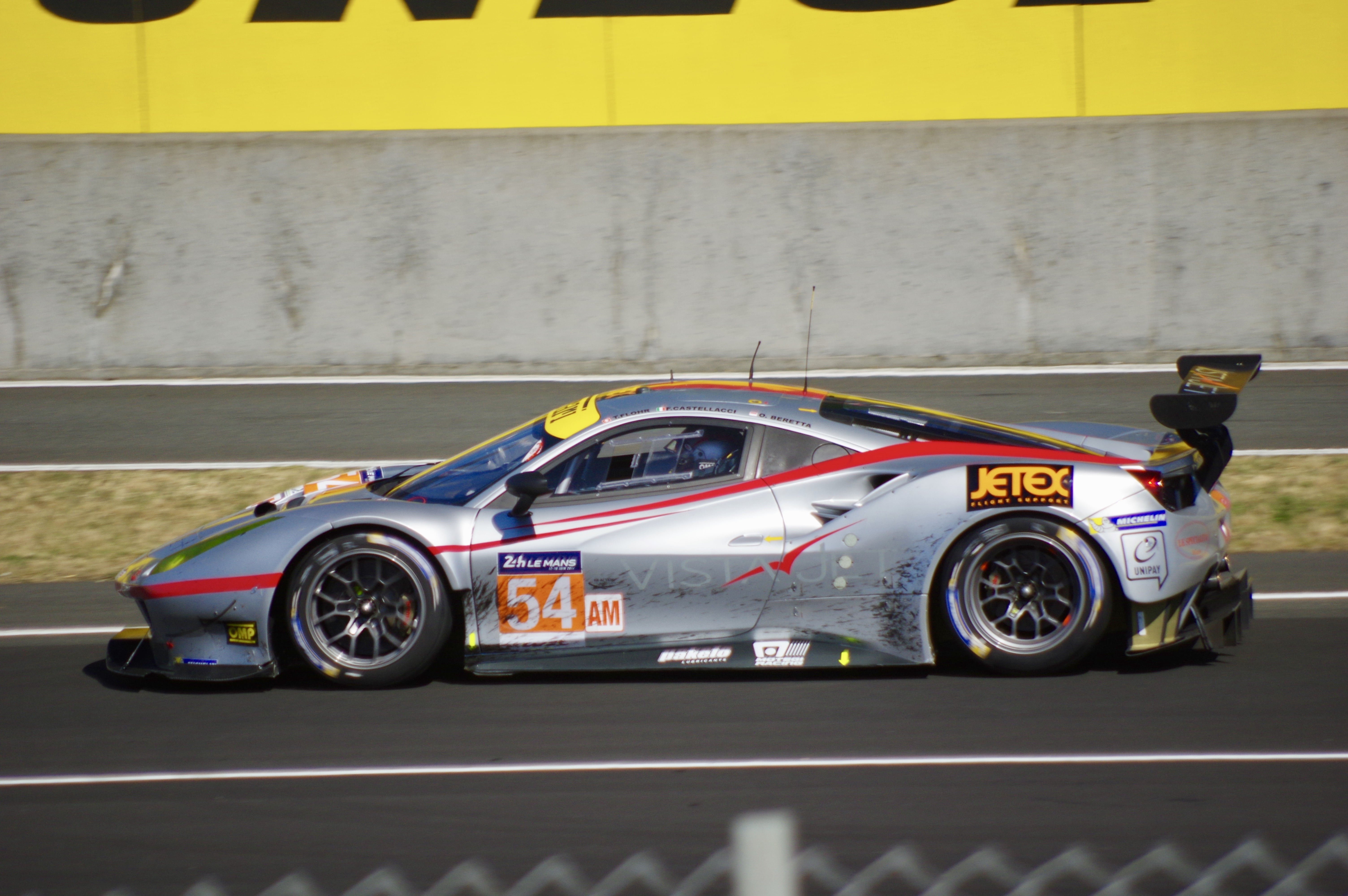
Carro de Beretta nas 24 Horas de Le Mans de 2017.

Após se afastar da Fórmula 1, Beretta foi bem sucedido em outras corridas tendo obtido vitórias nas 24 Horas de Le Mans , correndo ao volante de um  Viper GTS-R em 1999 (10º no geral) e 2000 (7º no geral), com a equipe Corvette Racing, 2004 (6º no geral), 2005 (5º no geral) e 2006 (4º no geral). Além disso, conduziu carros da classe LMP 900, onde terminou em 6.º (2001), 4º (2002) e 3º (2003).
Sua última participação em Le Mans foi em 2015, dividindo um Ferrari 458 Italia GT2 da AF Corse, juntamente com o britânico James Calado e o italiano Davide Rigon. Aos 45 anos de idade, Beretta mostrou serviço ao chegar em segundo lugar na categoria LMGTE-Pro e em 21º na classificação geral.